# Thanh Sơn, Kiến Thụy
Thanh Sơn là một xã thuộc huyện Kiến Thụy, thành phố Hải Phòng, Việt Nam.
Xã Thanh Sơn có diện tích 3,67 km², dân số năm 1999 là 4965 người, mật độ dân số đạt 1353 người/km².